# Villahermosa, Ciudad Real
Villahermosa là một đô thị thuộc Ciudad Real, Castile-La Mancha, Tây Ban Nha. Đô thị này có dân số là 2.559.

### Dân số
| 1900  | 1910  | 1920  | 1930  | 1940  | 1950  | 1960  | 1970  | 1981  | 1991  | 2000  | 2007  |
| ----- | ----- | ----- | ----- | ----- | ----- | ----- | ----- | ----- | ----- | ----- | ----- |
| 4.581 | 5.423 | 5.097 | 5.727 | 6.161 | 6.359 | 5.869 | 4.951 | 3.256 | 2.697 | 2.628 | 2.313 |